# Klára Kociánová
Klára Kociánová (* 15. června 1994, Ostrava) je bývalá česká florbalistka a trojnásobná mistryně Česka. V českých nejvyšších soutěžích hrála v letech 2009 až 2018 a po přestávce znovu 2022 až 2024.

## Klubová kariéra
S florbalem Kociánová začala v roce 2005 v klubu TJ Sokol Ostrava Zábřeh.[rozpor] V roce 2008 odešla na hostování do klubu 1. SC Vítkovice, do kterého v roce 2009 přestoupila.
V Extralize žen hrála Kociánová s Vítkovicemi poprvé v sezóně 2009/2010. V prvních třech ročnících získaly tři bronzové medaile. V sezóně 2012/2013 se Vítkovice po třinácti letech probojovaly do finále, kde prohrály s týmem Herbadent SJM Praha 11. Do finále nejvyšší ženské soutěže v Česku se dostaly znovu i v následující sezóně 2013/2014, a Herbadent tentokrát porazily 5 : 0, čímž přerušily jeho sedm let trvající vládu.
Druhý mistrovský titul získala Kociánová s Vítkovicemi v sezóně 2015/2016. V semifinále v roce 2018 si zranila koleno a musela ukončit vrcholovou kariéru. Vítkovice v této sezóně získaly znovu mistrovský titul. Vítkovice díky vítězství postoupily na Pohár mistrů, kde se jako první český ženský tým probojovaly do finále.
V dalších třech letech Kociánová hrála za B tým Vítkovic ve 2. lize. V roce 2022 přestoupila do klubu FBC Třinec z 1. ligy, kterému v sezóně 2022/2023 pomohla k postupu do Extraligy. Po jedné sezóně odehrané v nejvyšší české soutěži ukončila aktivní kariéru.

## Reprezentační kariéra
V letech 2011 a 2012 Kociánová nastoupila za českou reprezentaci do 19 let na dvou mezinárodních turnajích.